# Kalkar

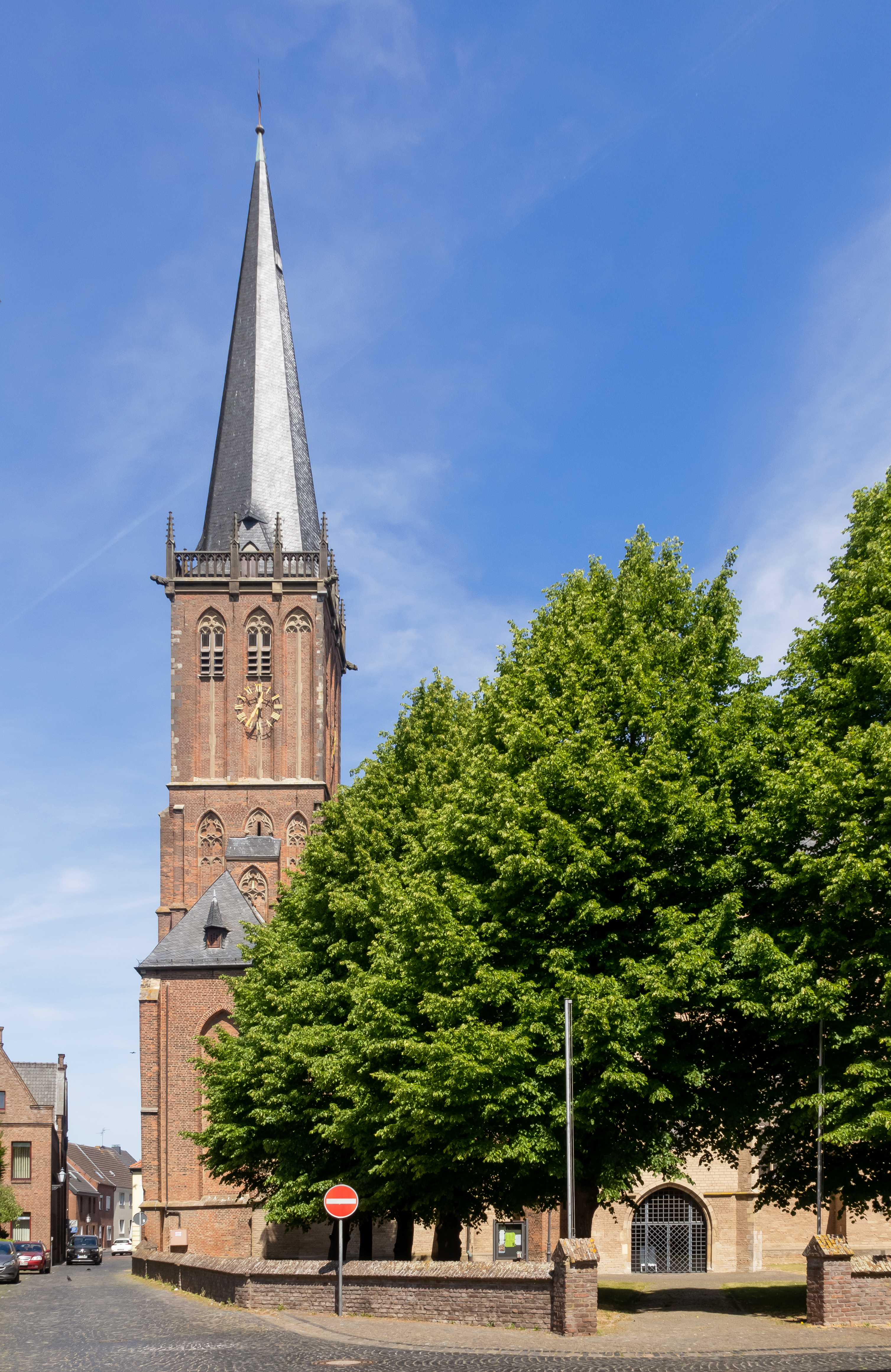
La iglesia de San Nicolas

Kalkar (pronunciación alemana: ˈkalkaːɐ̯ⓘ) es una ciudad y municipio en el distrito de Cléveris en el estado federado de Renania del Norte-Westfalia, Alemania. Está situada cerca del río Rin, aproximadamente a 10 km al sudeste de Cléveris.
Kalkar fue el sitio del Schneller Brüter, un reactor nuclear de neutrones rápidos que se completó pero nunca entró en funcionamiento; el valor de la mala inversión ascendió a unos $ 4000 millones.